# Шолтес Золтан Іванович
Шолтес Золтан (21 липня 1909, Прикопа — 1990, Ужгород) — український маляр-пейзажист, заслужений художник України, член Національної Спілки художників України з 1946 р.

## Життєпис

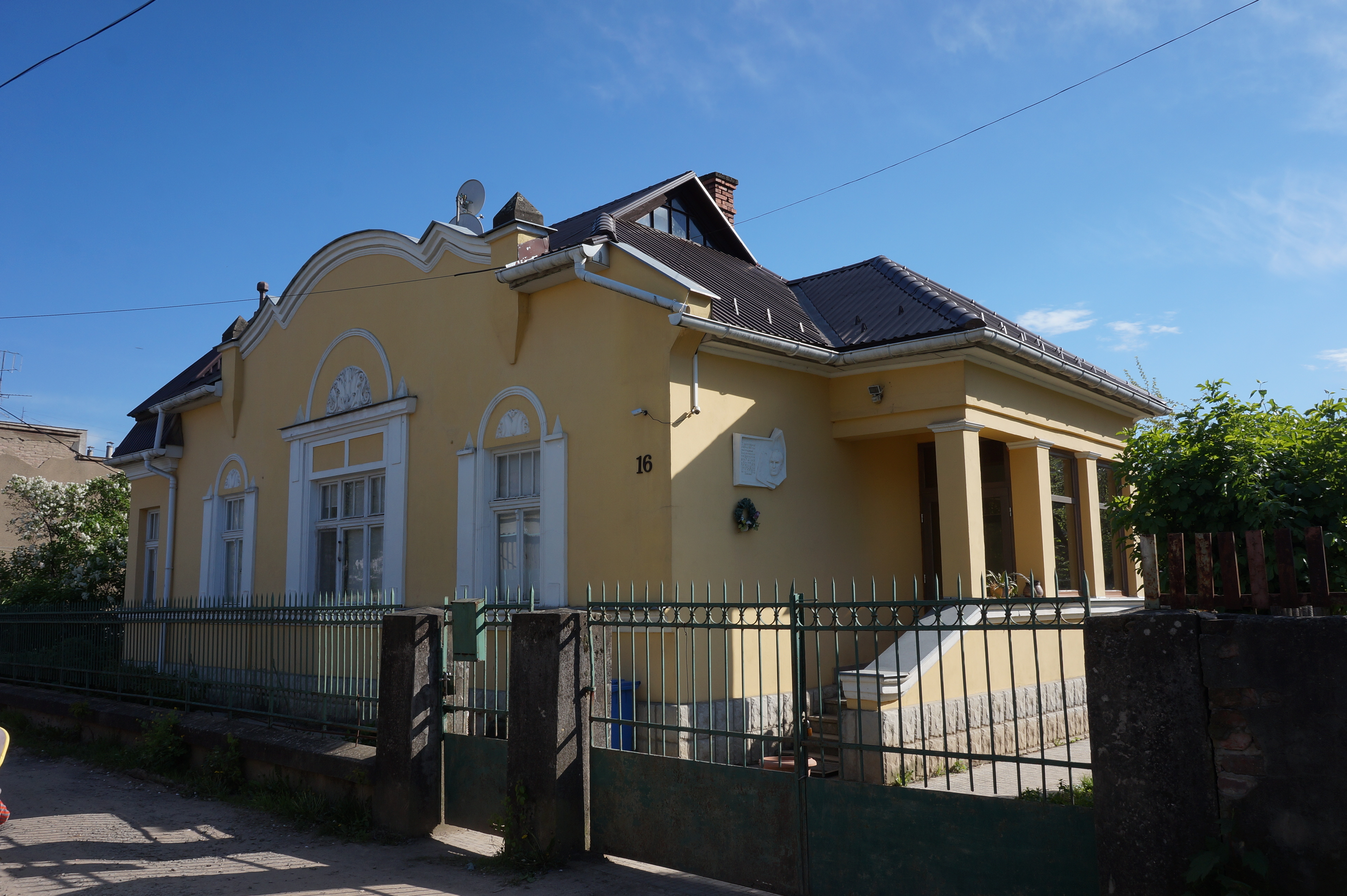
Будинок, в якому жив З. Шолтес. Ужгород, вул. Кармелюка, 16

Народився у селі Прикопа на Закарпатті (нині Словаччина) в сім'ї сільського вчителя. Навчався в Ужгородській мистецькій школі (1930 — 1933, клас Й. Бокшая й А. Ерделі). Жив і працював в Ужгороді.
У 1933 році закінчив Ужгородську греко-католицьку духовну семінарію. З 1933 року служив священиком у селі Ужок на Закарпатті. Сюди до нього в гості часто навідувалися члени Товариства діячів образотворчого мистецтва на Підкарпатській Русі Й. Бокшай, А. Ерделі, Ш. Петкі, А. Коцка.
Золтан Шолтес як член Товариства організовує в 1993 році першу персональну виставку.
З 1945 року стає постійним учасником у республіканських, а з 1946 року і всесоюзних художніх виставок.
У серпні 1946 року разом із своїми колегами стає засновником Закарпатського відділення Спілки художників України.
У 1961 році відбулася персональна виставка в Києві.
у 1965 році Шолтес стає головним художником виробничих майстернях Художнього фонду. 1965—1972 роках очолював художню раду Художнього фонду Спілки художників УРСР.
1975 року йому присуджують звання заслуженого художника УРСР.
Помер художник в Ужгороді 16 грудня 1990 року, де й похований на міському цвинтарі «Кальварія».

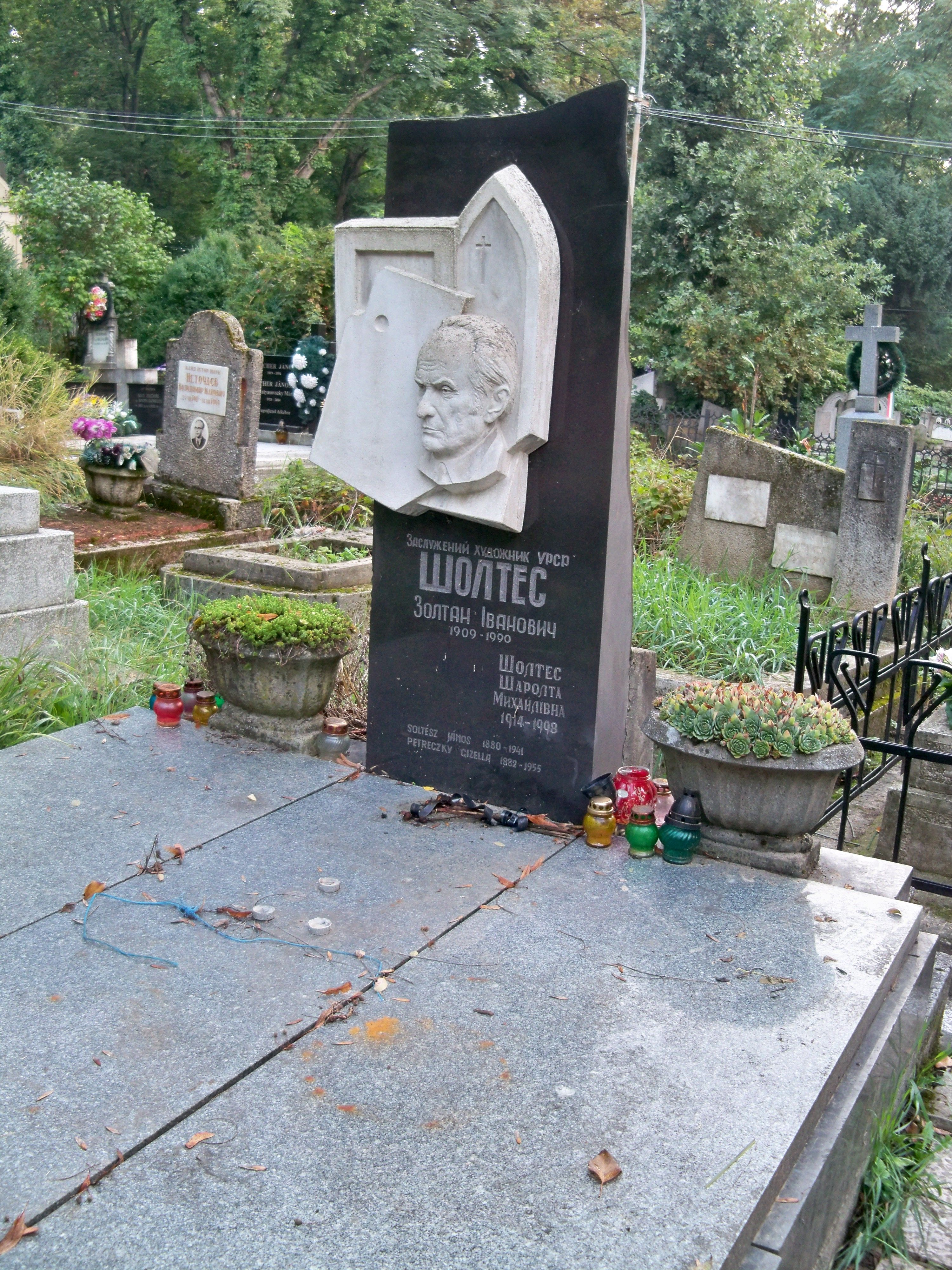
Могила художника в Ужгороді

## Доробок

Золтан Шолтес «Озеро Синевир» (1975)

У багатьох полотнах митця в характері композиції та живописного письма відчувається бажання Шолтеса якомога більше розповісти про життя людей і своєрідність природи. Поряд з пейзажем -картиною з під його пензля народжуються тематичні полотна.  До найбільш помітних удач повоєнного періоду відносяттся роботи "Переправа через Уж". (1945), "Вивіз лісу" (1946), "Хати в зимку" (1952), "Стара церква в с. Кострино" (1953), "Околиця села" (1954). Велику роль в розкритті в образному розкритті змісту творів митця відіграє присутність у них людини або наслідків її трудової діяльності. І ця олюднена природа, зазначає Ігор Шаров, і є характерною рисою Золтана Шолтеса. Відомою є його картина «Озеро Синевир» (1975).
Пейзажі Шолтеса «Весна» (1945), «Зима на Верховині» (1953), «Зимовий вечір» (1956), «Верховина» (1958), «Зима в Жорнаві» (1959), «Колочава весною» (1960), «Рахівські полонини» (1962), «Буря над Бескидами» (1968) зберігаються в Музеї Українського Образотворчого Мистецтва (Київ), Закарпатському Художньому Музеї, Зібранні (колекції) образотворчого мистецтва Градобанку, Горлівському художньому музеї. Інші роботи зберігаються в музеях Японії, Канади, Словаччини, Чехії, Угорщини, Румунії, Польщі, Німеччини, Голландії.